# David Reese
David Edward „Chip“ Reese (* 28. März 1951 in Centerville, Ohio; † 4. Dezember 2007 in Las Vegas, Nevada) war ein professioneller US-amerikanischer Pokerspieler. Er gewann drei Bracelets bei der World Series of Poker, ist Mitglied der Poker Hall of Fame und wurde 2019 als einer der 50 besten Spieler der Pokergeschichte genannt.

## Persönliches
Reese studierte am Dartmouth College Volkswirtschaftslehre. Anschließend schrieb er sich in die Stanford Law School ein. Nachdem er in Las Vegas 40.000 US-Dollar gewonnen hatte, entschied Reese sich jedoch, Pokerspieler zu werden.

## Pokerkarriere

### Werdegang
Reese gewann drei Bracelets bei der World Series of Poker (WSOP) in Las Vegas. 1978 gewann er ein 1000 US-Dollar teures Turnier der Variante Seven Card Stud und 1982 ein 5000 US-Dollar teures Event derselben Variante. Doyle Brunson beschrieb ihn in seinem Buch Super System als einen der zwei besten jungen Pokerspieler der Welt und den besten Seven-Card-Stud-Spieler, gegen den er jemals gespielt habe. Der Amerikaner durfte das Kapitel Seven Card Stud in Brunsons Bestseller Super/System schreiben. Sein größter Turniererfolg gelang Reese bei der WSOP 2006 mit dem Gewinn des 50.000 US-Dollar teuren H.O.R.S.E.-Turniers. Er erhielt eine Siegprämie von knapp 1,8 Millionen US-Dollar sowie sein drittes Bracelet. Im Heads-Up saß er mit Andy Bloch über sieben Stunden am Tisch. 286 Hände wurden ausgeteilt, bis Reese als Sieger hervorging. Vor allem spielte er jedoch Cash Game und galt als einer der besten Spieler überhaupt. 1991 wurde er als bis dahin jüngster Spieler in die Poker Hall of Fame aufgenommen. Insgesamt gewann der Amerikaner rund 4 Millionen US-Dollar bei offiziellen Live-Pokerturnieren.
Reese starb am 4. Dezember 2007 im Alter von 56 Jahren an den Folgen einer verschleppten Lungenentzündung. Ihm zu Ehren wurde die neue Trophäe, die es für den Sieger des 50.000 US-Dollar teuren H.O.R.S.E.-Events der WSOP gab, „Chip Reese Memorial Trophy“ genannt. Darauf zu sehen ist seine Gewinnerhand von 2006. Der erste Spieler, der sie entgegennehmen durfte, war Scotty Nguyen nach seinem Sieg im 49. Event der WSOP 2008. Im Rahmen der 50. Austragung der World Series of Poker wurde Reese im Juni 2019 als einer der 50 besten Spieler der Pokergeschichte genannt.

### Braceletübersicht
Reese kam bei der WSOP 25-mal ins Geld und gewann drei Bracelets:
| Jahr | Buy-in (in $) | Turnier                     | Teilnehmer | Preisgeld (in $) |
| ---- | ------------- | --------------------------- | ---------- | ---------------- |
| 1978 | 01.000        | Limit Seven Card Stud Hi-Lo | 032        | 0.019.200        |
| 1982 | 05.000        | Limit Seven Card Stud       | 037        | 0.092.500        |
| 2006 | 50.000        | H.O.R.S.E.                  | 143        | 1.784.640        |